# Суурупі
Суурупі (ест. Suurupi) — село в північній Естонії на березі Фінської затоки, в повіті Гар'юмаа, в волості Гарку. Воно розташоване за 23 км на захід від центру Таллінна. Населення 756 чоловік (2010). 
В Суурупі є найстаріший в Естонії дерев'яний маяк.

## Галерея

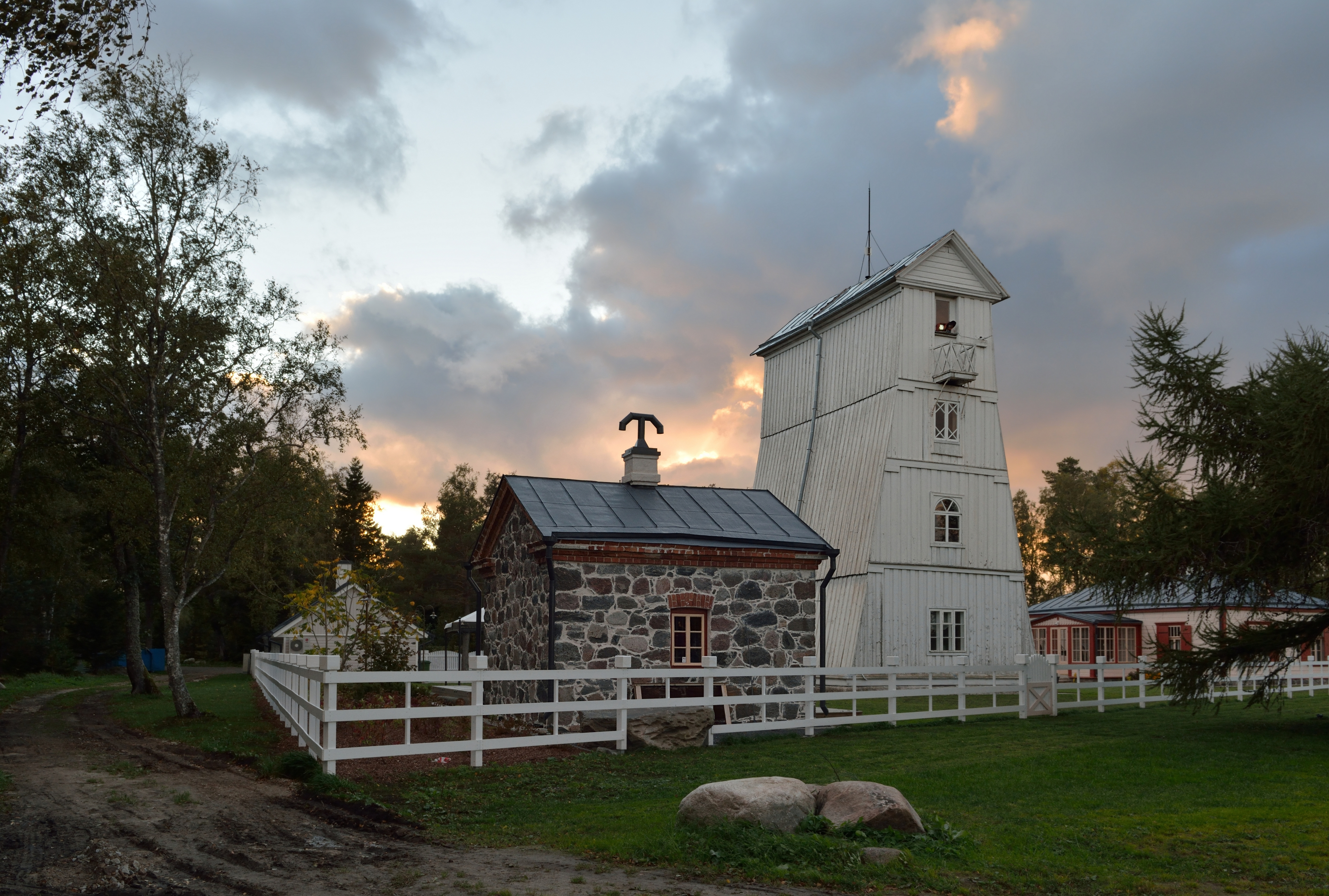
Дерев’яний маяк Суурупі, збудований у 1859 році
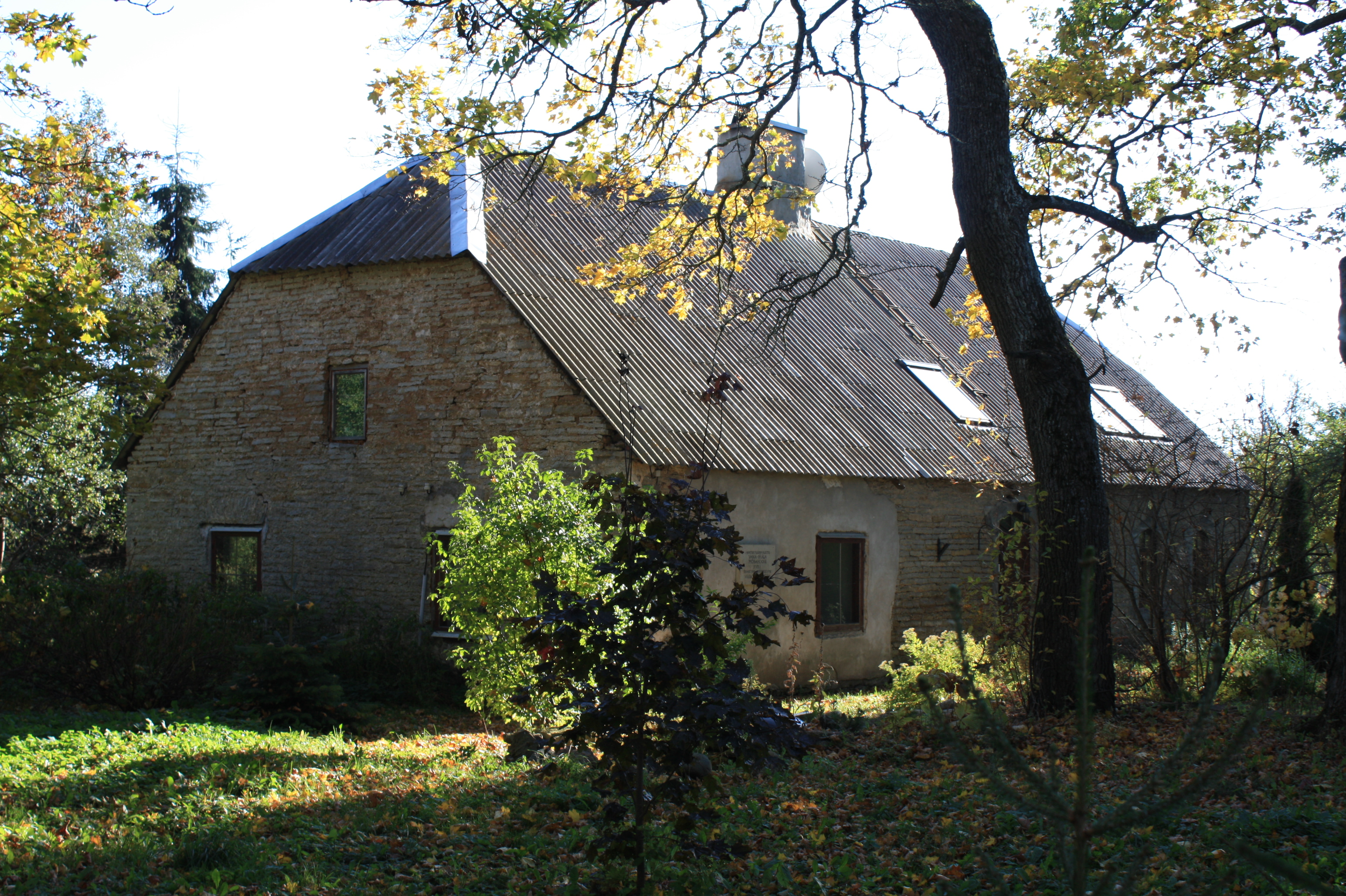
Vana-Pääla Manor на території селища Суурупі